# 若田部昌澄
若田部 昌澄（わかたべ まさずみ、1965年2月26日 - ）は、日本の経済学者。専門は経済学史、中央銀行論。早稲田大学政治経済学術院教授。前日本銀行副総裁（2018年3月から2023年3月）。学位は経済学修士（トロント大学、1994年）。
1930年代の世界恐慌や1970年代のインフレーション、1990年代からはじまる日本の大停滞といった、経済危機の時代を主に研究している。2000年前後の経済政策論争においては、岩田規久男や野口旭らと共に、リフレーション政策支持の論陣を張る。著書『経済学者たちの闘い』では経済学史を紹介し、現代の経済政策論争の文脈に位置付けている。

## 経歴
神奈川県出身。1983年、神奈川県立藤沢西高等学校卒業。1987年早稲田大学政治経済学部経済学科卒業、同大学院経済学研究科、トロント大学経済学大学院博士課程単位取得退学。なお、父・聖悟も早稲田大学政治経済学部と経済研究科修士課程を修了し、経済学史を専攻していた。その後、早稲田大学にて助手や助教授を経て、2005年から早稲田大学政治経済学術院教授。ケンブリッジ大学、ジョージ・メイソン大学、コロンビア大学にて客員研究員も務めた。
2018年（平成30年）2月16日、政府は、衆参の議院運営委員会理事会に、若田部を次期日本銀行副総裁の候補者とする人事案を正式に提示した。3月5日、衆議院で所信聴取、3月6日、参議院で所信聴取が行われ、3月16日、衆議院と参議院で採決が行われ、賛成多数で同意。3月20日、日本銀行副総裁に就任。
2023年3月19日、任期満了のため日本銀行副総裁を退任し、同月20日、早稲田大学政治経済学術院教授に復帰。

## 主張
- リフレ派の学者として量的金融緩和政策の強化を早くから唱えていた[13]。インフレターゲットについて「日銀法を改正して、物価目標を入れ込むべきである」と述べている[14]。
- 日本の経済について「経済成長が必要ないという主張は、本当に考えられない話である。日本は十分に豊かになっているというけれども、実際には名目GDP（国内総生産）が停滞し、日本は貧しくなっており貧困層も増えている。名目経済成長率が上がらないと、日本は財政が破綻するような方向にいかざるを得ない[15]」「名目経済成長率が上がれば、多くの課題が解決しやすくなる[16]」と主張している。
- 日本の財政については「大事なのは債務残高そのものよりも債務残高とGDPの比率である。財政支出を切り詰め増税をすれば、政府のGDP比債務残高が減るかといえば、そうはならない。財政を縮小すると不況がやってくるが、それから景気はよくなるというのが財政再建派のロジックである。しかし、不況で経済が縮小してしまうと、縮小がさらに景気の悪化を招きかねないため、税収が減少していって財政再建はうまくいかない公算が大きい」と主張している[17]。
- 原発について「経済活動のためにはエネルギーは必要であるが、経済成長と原発には具体的に何の因果関係もない」と述べている[15]。
- TPP推進派であり、反TPP派である中野剛志の主張を批判しているが、中野の議論もきちんと経済学に基づいたもので、立つ経済学が違うのだということを説明している[18]。経済学者の森永卓郎は「国内市場の保護のために最も強力な手段は為替である」という点に関しては、若田部と中野の立場は一緒であると述べている[18]。
- 2015年11月、安倍晋三首相に、2017年4月に予定していた消費税率の引き上げの延期を提案した[19]。2019年10月に予定している消費増税も延期すべきという立場を取る[19]。

## 受賞歴
- 2004年 - 『昭和恐慌の研究』（共著）で第47回日経・経済図書文化賞受賞[20]。
- 2010年 - 『危機の経済学』で石橋湛山賞受賞[21][22][23]。

## 著書

### 単著
- 『経済学者たちの闘い エコノミックスの考古学』東洋経済新報社, 2003年.
- 『改革の経済学 回復をもたらす経済政策の条件』ダイヤモンド社, 2005年
- 『危機の経済政策 なぜ起きたのか、何を学ぶのか』日本評論社, 2009年
- 『「日銀デフレ」大不況 失格エリートたちが支配する日本の悲劇』講談社 2010年
- 『もうダマされないための経済学講義』光文社 2012年
- 『解剖 アベノミクス』日本経済新聞出版社 2013年
- 『ネオアベノミクスの論点』PHP新書 2015年

### 共編著
- 『経済学入門』, 石井安憲・永田良・若田部昌澄, 東洋経済新報社, 2000年4月5日.
- 『経済学入門]』, 藪下史郎・永田良・秋葉弘哉・若田部昌澄, 東洋経済新報社, 2000年4月13日.
- 『エコノミスト・ミシュラン』, 田中秀臣・野口旭・若田部昌澄[24], 太田出版, 2003年.
- 『昭和恐慌の研究』, 岩田規久男, 東洋経済新報社, 2004年3月18日.
- 『再分配とデモクラシーの政治経済学』, 藪下史郎・須賀晃一・若田部昌澄, 東洋経済新報社, 2006年.
- 『経済政策形成の研究 既得観念と経済学の相克』, 野口旭・浜田宏一・若田部昌澄・中村宗悦・田中秀臣・浅田統一郎・松尾匡, ナカニシヤ出版, 2007年9月.
- 『伝説の教授に学べ! 本当の経済学がわかる本』, 浜田宏一・若田部昌澄・勝間和代, 東洋経済新報社, 2010年6月24日.
- 『本当の経済の話をしよう』, 若田部昌澄・栗原裕一郎, 筑摩書房, 2012年.
- 『日本経済は復活するか』, 田中秀臣・若田部昌澄など, 藤原書店, 2013年10月.

### 翻訳
- テラスで読む経済学物語, トッド・G・バックホルツ・上原一男・若田部昌澄, 日本経済新聞社, 1991年.
- 『七つの資本主義 -現代企業の比較経営論-』, C・ハムデン・ターナー・A・トロンペナールス・上原一男・若田部昌澄, 日本経済新聞社, 1997年.
- 『バーナンキは正しかったか? FRBの真相』, デイビッド・ウェッセル・若田部昌澄・藤井清美, 朝日新聞出版, 2010年.
- 『「環境主義」は本当に正しいか? チェコ大統領が温暖化論争に警告する』, ヴァーツラフ・クラウス・住友進・若田部昌澄, 日経BP社, 2011年.
- 『大停滞』, タイラー・コーエン・池村千秋・若田部昌澄, NTT出版, 2011年9月22日.
- 『グンナー・ミュルダール ある知識人の生涯』, ウィリアム・J・バーバー・藤田菜々子・田中秀臣・若田部昌澄, 勁草書房, 2011年5月.
- 『人びとのための資本主義 市場と自由を取り戻す』, ルイジ・ジンガレス・田中秀臣・若田部昌澄・栗原百代, NTT出版, 2013年7月26日.

## 論文
- 昭和恐慌をめぐる経済政策と政策思想: 金解禁論争を中心として (PDF) ESRI Discussion Paper Series No.39, 経済社会総合研究所, 2003年6月.
- 歴史の岐路に立つ日本―デフレ経済からの脱却 (PDF) , 常設研究会資料 No. 540, 日本証券経済倶楽部, 2010年4月8日.
- 経済危機の歴史政治経済学 (PDF) , 経済学史学会大会 第69回大会, 経済学史学会, 2005年5月29日.
- ミルトン・フリードマンを論じる (PDF) , 経済学史学会大会 第75回大会, 経済学史学会, 2011年11月6日.